# Черёмушки (Липецкая область)
Черёмушки — село Липецкого района Липецкой области России. Входит в состав Стебаевского сельсовета.

## География
Стоит на федеральной трассе А-133.
В Черёмушках семь улиц — Кирова, Молодёжная, Новая, Садовая, Центральная, Лесная и Брусничная.

## История
Основано в 1940-х годах. Первоначально это было отделение имени Кирова свекловичного совхоза, центральная усадьба которого располагалась в селе Боринское. Позже оно стало центральной усадьбой совхоза имени Кирова.
В 1994 году было обозначено на карте как свх. им. Кирова (нежил.). Однако позже селение вновь стало населяться, а 12 мая 2003 года постановлением правительства РФ стало селом Черёмушки.

## Население
| 2010 | 2012 |
| ---- | ---- |
| 206  | ↗279 |

## Инфраструктура
Личное подсобное хозяйство с зоной сельскохозяйственного использования, индивидуальная застройка усадебного типа.

## Транспорт
Остановка общественного транспорта «Черёмушки».